# Ryan Donowho
Ryan Wayne Donowho (Houston, 20 de setembro de 1980) é um ator e músico americano. Ficou conhecido por seus papeis em The OC e em Bandslam.

## Filmografia
| Ano  | Título                         | Personagem       | Ref.  |
| 2011 | Rites of Passage               | Nathan           | [ 3 ] |
| 2010 | Altitude                       | Cory             | [ 4 ] |
| 2009 | Bandslam                       | Basher Martin    | [ 5 ] |
| 2008 | Prime Of Your Life             | Keith            | [ 6 ] |
| 2008 | Cook County                    | Abe              | [ 7 ] |
| 2007 | Flakes                         | Skinny Larry     |       |
| 2007 | The Pacific and Eddy           | Eddy             |       |
| 2007 | Sleepwalkers                   |                  | [ 8 ] |
| 2006 | The Favor (2006)               | Johnny           |       |
| 2006 | In from the Night              | Snakeman         |       |
| 2005 | Broken Flowers                 | Young Man on Bus |       |
| 2005 | The O.C. (2005-2006)           | Johnny Harper    | [ 2 ] |
| 2004 | A Home at the End of the World | Carlton Morrow   |       |
| 2004 | Imaginary Heroes               | Kyle Dwyer       |       |
| 2003 | Bringing Rain                  | Atlee Surnamer   |       |
| 2003 | Rhythm of the Saints           | Zane             |       |
| 2003 | The Mudge Boy                  | Scotty           |       |
| 2001 | The Car Thief and the Hit Man  | Car Thief        |       |